# Леопольд Саксен-Кобург-Готський
Леопольд Франц Юлій Саксен-Кобург-Готський (нім. Leopold Franz Julius von Sachsen-Coburg und Gotha; 31 січня 1824, Відень — 20 травня 1884, Відень) — член Саксен-Кобург-Готської династії; третій син та молодша дитина Фердинанда Саксен-Кобург-Заальфельдського та Марії Антонії Кохарі.

## Біографія
Будучи молодшим сином Леопольд був малоймовірним спадкоємцем землі та титулу, тому він вступив до армії Австрійської імперії. У якийсь момент Леопольд вважався потенційним чоловіком для Ізабелли ІІ Іспанської. Цей союз був неможливий, враховуючи опір Франції та інших європейських держав. Сім'я Саксен-Кобург вважалася надто тісно пов'язаною із британськими інтересами. Кандидатура Леопольда використовувалася Францією як привід для переговорів про поспішний шлюб між іспанською королевою та її двоюрідним братом Франсіско, а також між сином Луї Пилипа та молодшою сестрою королеви.
Пізніше Леопольд зустрів простолюдинку Констанц Гейгер (16 жовтня 1835 — 24 серпня 1890). 12 жовтня 1860 року у Відні вона народила йому сина, якого звали Франц. Леопольд і Констанц одружилися через шість місяців, 23 квітня 1861 року. Він відразу ж узаконив свого сина, якому було надано титул фрейхерр фон Руттенштейн 24 липня 1862 року. Того ж дня Констанца стала фрейфрау фон Руттенштейн. Оскільки шлюб його батьків був нерівним (і, отже, морганатичним), Франц був позбавлений права наслідування Кохарі та Саксен-Кобург-Готи. Франц не був одружений та помер бездітним 29 серпня 1899 року.
Похований у Королівській капелі в Дрьо.